# ديفيد ر. هندرسون
ديفيد ر. هندرسون (بالإنجليزية: David R. Henderson)‏ هو اقتصادي وأستاذ مدرسة أمريكي، ولد في 21 نوفمبر 1950 في Boissevain, Manitoba ‏ في كندا.

## وصلات خارجية
- ديفيد ر. هندرسون على موقع إن إن دي بي (الإنجليزية)